# نام سونغ تشول
نام سونغ تشول (بالإنجليزية: Nam Song Chol)‏ (مواليد 7 مايو 1982 في كوريا الشمالية) لاعب كرة قدم كوري شمالي يلعب حاليا لصالح نادي 25 أبريل الكوري الشمالي .

## روابط خارجية
- نام سونغ تشول على موقع الاتحاد الدولي (مؤرشف)  (الإنجليزية)
- نام سونغ تشول على موقع قاعدة بيانات كرة القدم.إي يو (الإنجليزية)
- نام سونغ تشول على موقع ناشيونال فوتبول تيمز (الإنجليزية)
- نام سونغ تشول على موقع عالم كرة القدم.نت (الإنجليزية)